# Мокау (река)
Мокау (англ. Mokau) — река в регионе Уаикато на Северном острове Новой Зеландии.
Река течёт от парка Перора-Форест, к югу от города Те-Куити, а затем по склонам Рейнджитото-Рейндж в северо-западном направлении. После Те-Куити она поворачивает на юго-запад и 158 километров течёт через район Уаитомо.
Несмотря на то, что в устье реки Мокау расположена песчаная отмель, крупные суда могут войти в реку. В конце XIX и начале XX века на берегах реки стала развиваться промышленная торговля древесиной и углём, со временем пришедшая в упадок из-за рискованного и затратного сплава по реке.
Сегодня Мокау представляет собой популярное место для рыбалки и сплава на каяках.